# Huanglong (Yan’an)

Lage des Kreises Huanglong auf dem Gebiet der bezirksfreien Stadt Yan’an

Der Kreis Huanglong (chinesisch 黄龙县, Pinyin Huánglóng Xiàn) ist ein Kreis der bezirksfreien Stadt Yan’an im Norden der Provinz Shaanxi. Er hat eine Fläche von 2.751 km² und zählt 41.198 Einwohner (Stand: Zensus 2020). Sein Hauptort ist die Großgemeinde Shibu (石堡镇). In der im Kreis gelegenen Gemeinde Caodian (曹店乡) befindet sich die paläolithische Yang-Jia-Fenshan-Stätte (杨家坟山遗址, Yáng jiā fénshān yízhǐ), die seit 2013 auf der Liste der Denkmäler der Volksrepublik China steht.

## Administrative Gliederung
Auf Gemeindeebene setzt sich der Kreis aus drei Großgemeinden und sieben Gemeinden zusammen. 